# Alexander G. Barry

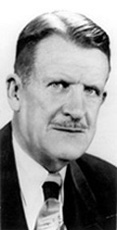
Alexander G. Barry

Alexander Grant Barry (* 23. August 1892 in Astoria, Oregon; † 28. Dezember 1952 in Portland, Oregon) war ein US-amerikanischer Politiker (Republikanische Partei), der den Bundesstaat Oregon im US-Senat vertrat.

## Jurist, Soldat und Lokalpolitiker
Alexander Barry besuchte die öffentlichen Schulen in seiner Heimatstadt Astoria und in Portland. Danach schrieb er sich an der University of Washington in Seattle ein und erlangte dort seinen ersten Abschluss. Anschließend studierte er an der Law School der University of Oregon, die sich zu diesem Zeitpunkt noch in Portland befand, die Rechtswissenschaften. Nach der Verlegung der juristischen Fakultät an den Hauptcampus der Universität in Eugene wechselte Barry an das neu geschaffene Northwest College of Law in Portland. Dort bestand er sein Examen, woraufhin er 1917 in die Anwaltskammer aufgenommen wurde und in Portland zu praktizieren begann.
Im folgenden Jahr trat Barry in die US Army ein und kämpfte im Ersten Weltkrieg. Er wurde zum Second Lieutenant der Artillerie ernannt und gehörte den American Expeditionary Forces in Frankreich an.
Neben seiner Tätigkeit als Anwalt bekleidete Barry ab 1932 auch mehrere öffentliche Ämter in Oregon. Er wurde zunächst Mitglied des staatlichen Nothilfeausschusses und blieb dies bis 1933. Danach arbeitete er bis 1935 in der Oregon Liquor Control Commission mit, einer staatlichen Behörde zur Kontrolle des Alkoholverkaufs nach der Aufhebung der Prohibition. Ferner fungierte er von 1937 bis 1938 als Vorsitzender einer lokalen Schulbehörde.

## Senator und Abgeordneter
Frederick Steiwer, republikanischer US-Senator für Oregon, legte am 31. Januar 1938 sein Mandat nieder. Daraufhin wurde der Demokrat Alfred E. Reames in kommissarischer Funktion zu dessen Nachfolger ernannt. Bei der Nachwahl am 8. November desselben Jahres trat Reames nicht wieder an; diese entschied dann Alexander Barry für sich. Er trat am Tag darauf sein Amt in Washington an und verblieb dort bis zum 3. Januar 1939. Bei der Wahl zur nächsten kompletten Amtsperiode kandidierte er nicht; das Mandat fiel an Rufus C. Holman.
Nach seinem Ausscheiden aus dem Senat arbeitete Barry zunächst wieder als Anwalt. 1944 wurde er dann in das Repräsentantenhaus von Oregon, wo er Portland und das Multnomah County als Abgeordneter vertrat. Er nahm dieses Mandat von 1945 bis 1949 wahr. Drei Jahre nachdem er das Parlament verlassen hatte, starb Alexander Barry in Portland.